# Hugo Bravo (Fußballspieler, 1972)
Hugo Agustín Bravo Toro (* 5. Februar 1972 in Santiago), auch unter seinem Spitznamen Chopa bekannt, ist ein ehemaliger chilenischer Fußballspieler. Der offensive Mittelfeldspieler wurde 1995 chilenischer Meister.

## Karriere

### Verein
Der in der Hauptstadt Chiles geborene Hugo Bravo kam 1991 aus der Jugend des CD Palestino und wurde gleich an Everton verliehen. Erst nach der Rückkehr von seiner Leihe debütierte Bravo im professionellen Fußball. Bei Palestino konnte er mit guten Leistungen überzeugen und wechselte 1995 zu Universidad de Chile. Mit La U gewann Bravo die Meisterschaft 1995, zu der er ein Tor in zwölf Spielen besteuerte. Nach seiner Zeit bei Universidad de Chile spielte Bravo für viele weitere Klubs, bei denen er nie länger als ein Jahr blieb. Einzige Auslandsstation für den 1,79 großen Mittelfeldspieler war 1999 in Mexiko beim Club Puebla, wo er allerdings kein Ligaspiel absolvierte. 2004 beendete Bravo schließlich seine Karriere bei Deportes Copiapó.

### Nationalmannschaft
Hugo Bravo spielte mit der U-20-Nationalmannschaft bei der Südamerikameisterschaft 1991 in Venezuela. Chile erreichte als Gruppendritter nicht die Finalrunde des Turniers.

## Erfolge
Universidad de Chile
- Chilenischer Meister: 1995

## Sonstiges
Hugo Bravo ist Halbbruder mütterlicherseits von Jorge Valdivia als auch Enkel von Juan Toro.